# Thaumetopoea
Thaumetopoea är ett släkte av fjärilar som beskrevs av Jacob Hübner 1820. Thaumetopoea ingår i familjen tandspinnare.

## Dottertaxa tillThaumetopoea, i alfabetisk ordning[1][2]
- Thaumetopoea abdallah
- Thaumetopoea abyssinia
- Thaumetopoea alvarezi
- Thaumetopoea apologetica
- Thaumetopoea bicolor
- Thaumetopoea bifasciata
- Thaumetopoea bonjeani
- Thaumetopoea cancioi
- Thaumetopoea carneades
- Thaumetopoea ceballosi
- Thaumetopoea cheela
- Thaumetopoea clara
- Thaumetopoea clausa
- Thaumetopoea colossa
- Thaumetopoea convergens
- Thaumetopoea dhofarensis
- Thaumetopoea herculeana
- Thaumetopoea ibarrae
- Thaumetopoea illineata
- Thaumetopoea insignipennis
- Thaumetopoea jordana
- Thaumetopoea judea
- Thaumetopoea libanotica
- Thaumetopoea luctifera
- Thaumetopoea lustrata
- Thaumetopoea nigromaculata
- Thaumetopoea obscura
- Thaumetopoea orana
- Thaumetopoea phosphatiphila
- Thaumetopoea pinivora, Tallprocessionspinnare
- Thaumetopoea pityocampa
- Thaumetopoea plutonia
- Thaumetopoea processionea, Ekprocessionspinnare
- Thaumetopoea pujoli
- Thaumetopoea renegata
- Thaumetopoea seiffersi
- Thaumetopoea solitaria
- Thaumetopoea vareai
- Thaumetopoea wilkinsoni
- Thaumetopoea zernyi

## Bildgalleri

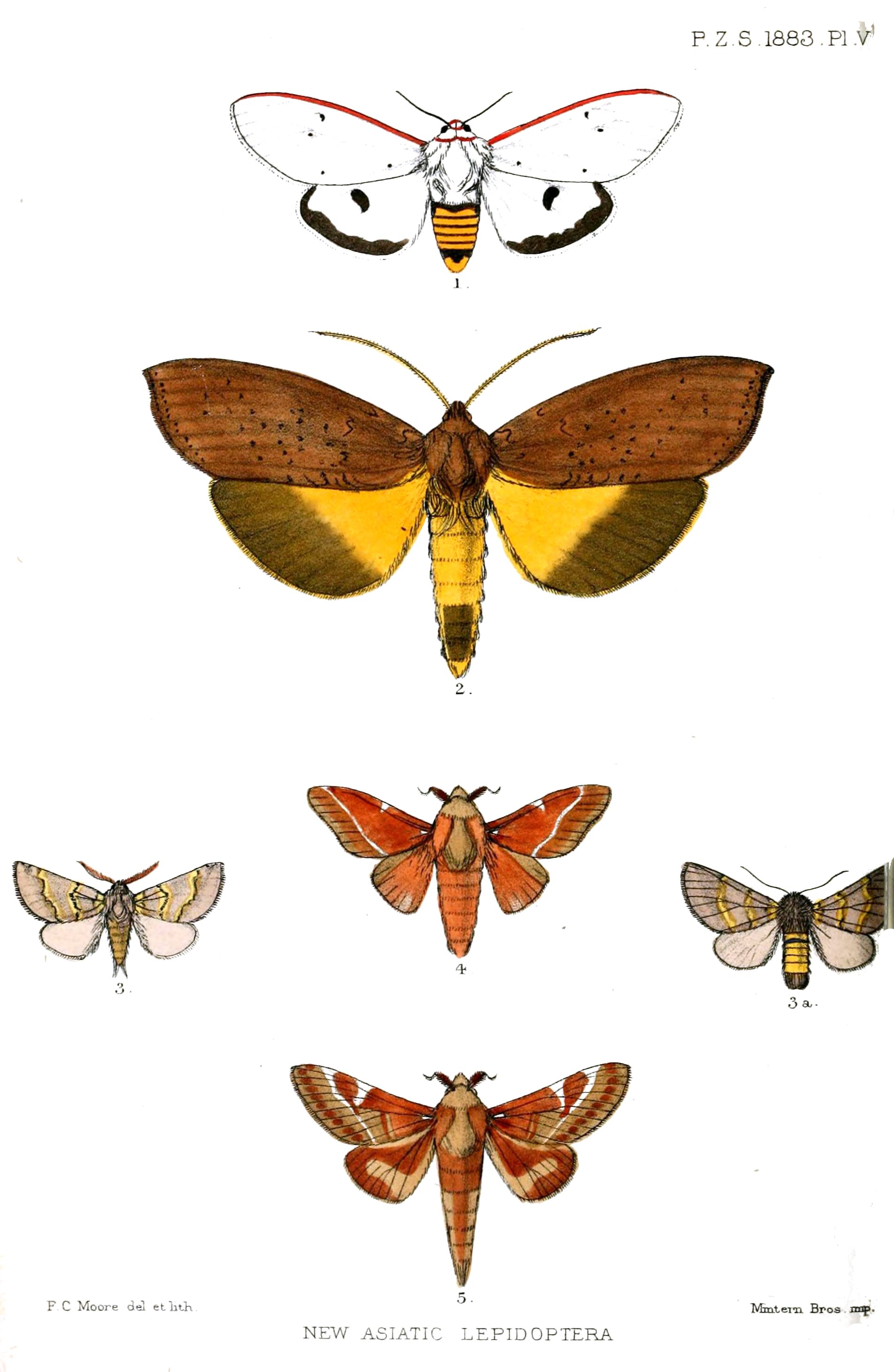
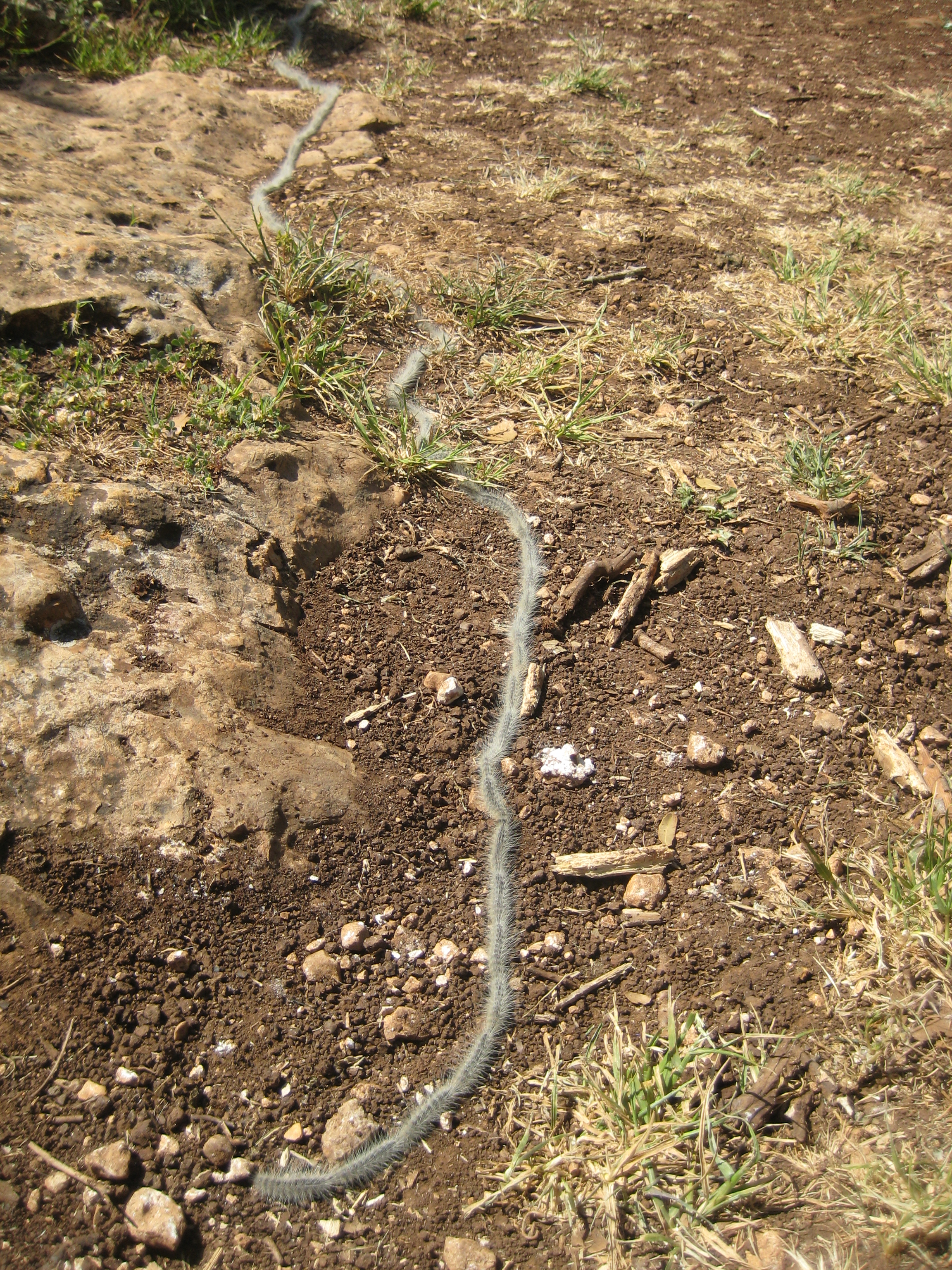